# Hôtel Shelburne
L’hôtel Shelburne est un ancien hôtel situé à Atlantic City, aux États-Unis. Ouvert en 1922, il est détruit en 1984.

## Sources
- (en) Cet article est partiellement ou en totalité issu de l’article de Wikipédia en anglais intitulé « Shelburne Hotel (Atlantic City) » (voir la liste des auteurs).